# Автодром
Автодро́м (от авто… и др.-греч. dromos — место для бега) — участок местности, оборудованный для обучения вождению, испытания автомобилей, мотоциклов и гусеничных транспортёров-тягачей (гусеничных машин), а также проведения автомобильных и мотоциклетных соревнований.
Автодром для обучения вождению автомобилей включает дорожные участки с препятствиями, заграждениями, подъёмами и спусками, габаритными проходами, колейными мостами и т. п., систему контроля за выполнением упражнений, места для изучения основ и правил вождения, отработки нормативов и тренировки на тренажёрах. Для гусеничных машин оборудуется грунтовая дорога по границе земельного участка автодрома.
Автодром для технических испытаний имеет усложненный профиль дорог и различные препятствия для всесторонней проверки тактико-технических характеристик автомобилей (гусеничных машин).
Автодром для соревнований состоит из трека, площадки для фигурной езды, помещений для обслуживания автомобилей, гаражей, трибун для зрителей т.д.

## Инфраструктура гоночной трассы

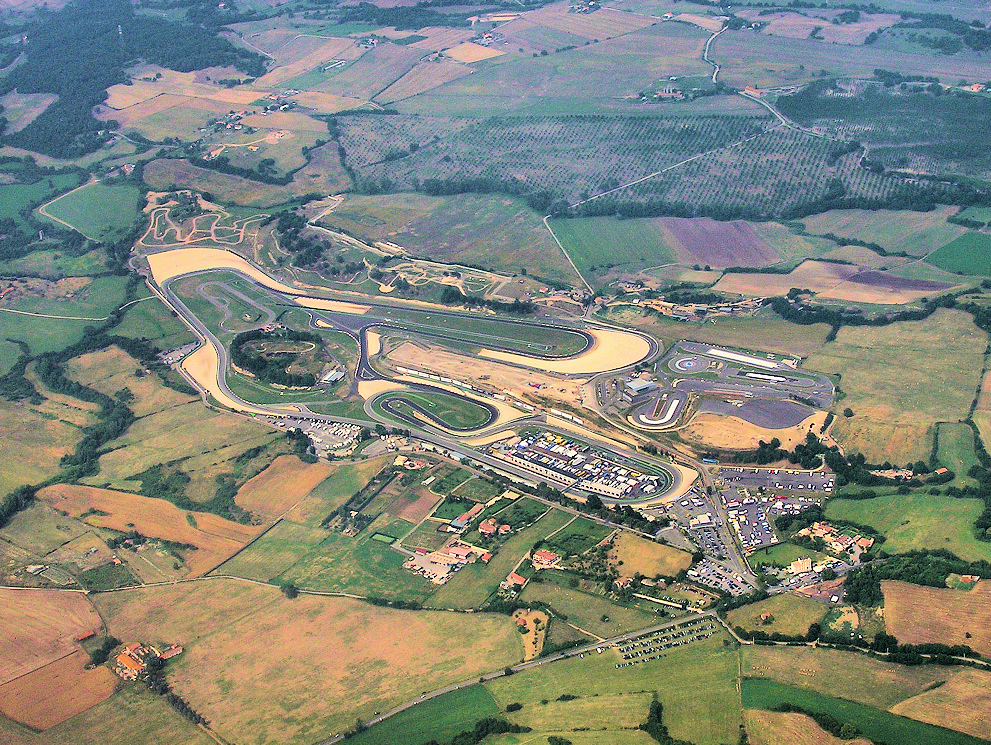
Гоночная трасса представляет собой сложную сеть дорог. На самых опасных поворотах видны ловушки; уже по конструкции ловушек видно, что едут по часовой стрелке. В стороне — автополигон (Валлелунга).

### Дорога

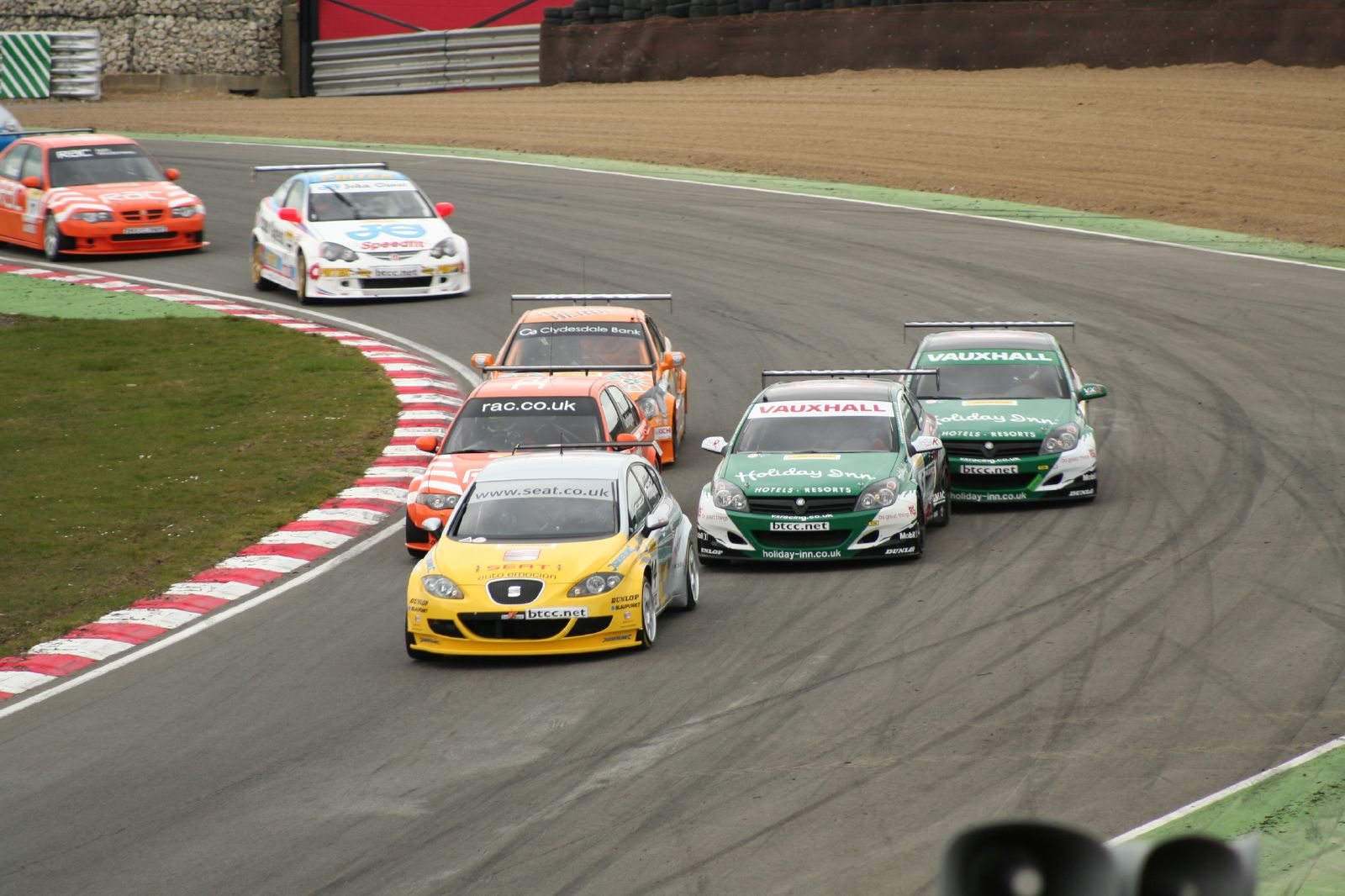
Гоночная трасса: поребрик, асфальтовое полотно, песчаная ловушка (Брэндс-Хэтч)

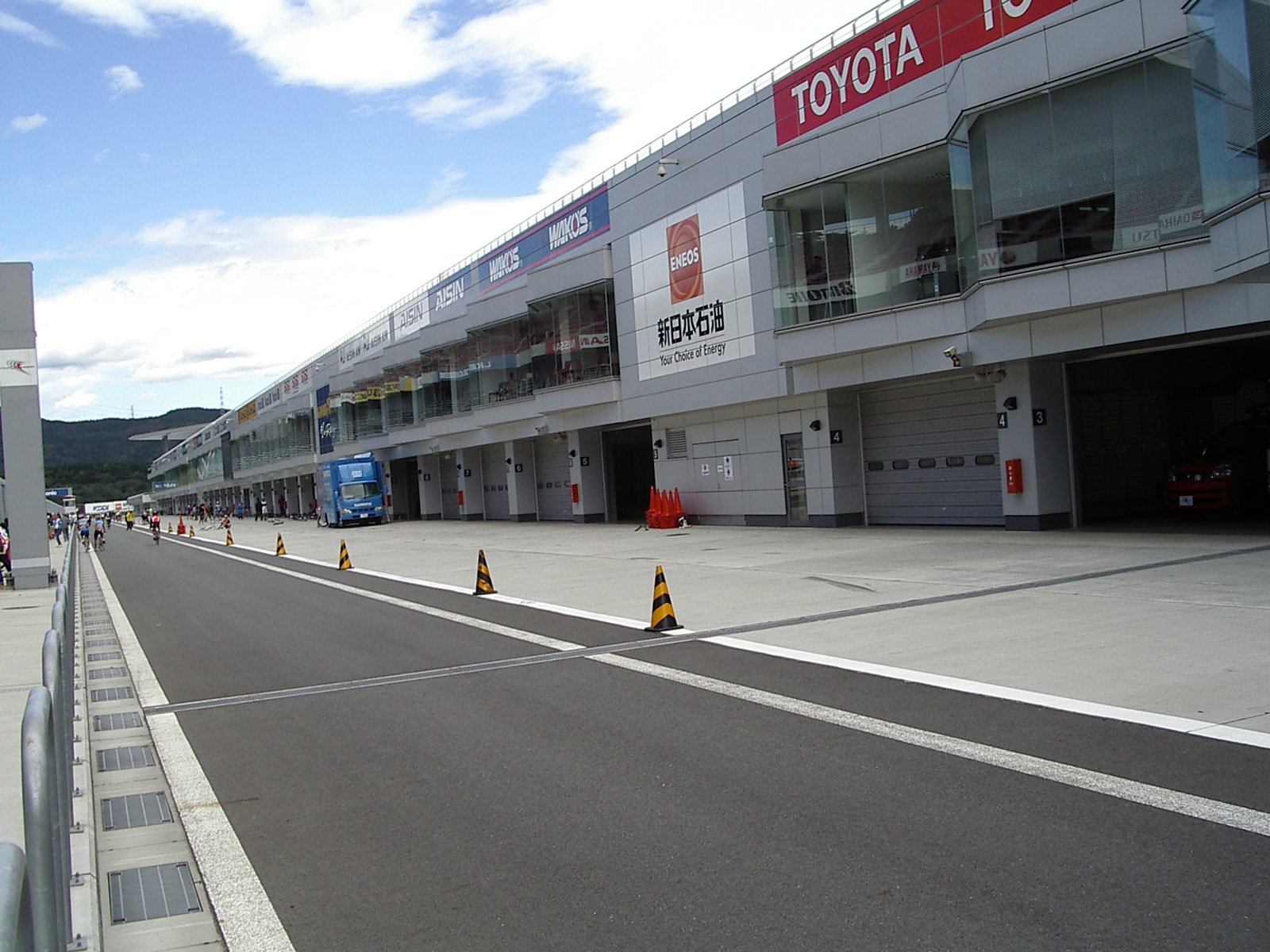
Пит-лейн (Фудзи)

Современная гоночная трасса представляет собой сложную сеть дорог. Расставляя на трассе подвижные барьеры, можно получать маршруты для разных классов машин, от переоборудованных дорожных до одноместных болидов, а на некоторых трассах — даже разбивать дорожное кольцо на два независимых. На многих автокомплексах есть не связанные с основным кольцом мототрек, полигон для фигурной езды, картодром или дорожка для драгрейсинга.
Автодром высокого класса покрывают асфальтом поверх бетонного фундамента и дренажных труб — «Формула-1» на скорости может давать прижимную силу, вдвое превышающую вес машины. Благодаря особому пористому асфальту, трасса очень быстро высыхает после дождя.
Чтобы машины не ездили по траве, а покрытие трассы не разрушалось, в тех местах трассы, где гонщики чаще всего съезжают на обочину, установлены поребрики — бетонные бордюры особой формы. Невысокие поребрики можно без проблем атаковать; наезд на высокий, рифлёный или наклонённый наружу поребрик может привести к вылету или повреждению болида. Современная тенденция — делать поребрики такими, чтобы ездить по ним было максимально невыгодно. Поребрики окрашивают в контрастные цвета (классика — красный с белым).
В обход стартовой черты проложена дорожка с гаражными боксами — пит-лейн. Пит-лейн от трассы отделяет бетонная стена (пит-уолл). На этой стене часто располагаются «мозговые центры» команд, с пит-уолл дают гонщикам сигналы табличками.
Вдали от основной стоянки (часто внутри дорожного кольца) есть площадка, именуемая паддок. В паддоке развёртывают лагеря команд — моторхоумы.
На овальных трассах есть свои особенности, см. соответствующую статью.

#### Повороты
Класс гонщика определяется в первую очередь умением проходить повороты — поэтому «интересная» трасса отличается от «неинтересной» сложностью и разнообразием поворотов. Поворот считается изолированным, если он расположен далеко от других поворотов и траектория прохождения «соседей» практически не влияет на качество прохождения поворота. Если же повороты расположены близко и приходится жертвовать одним поворотом, чтобы лучше пройти другой, повороты являются связкой.
Некоторые повороты и связки имеют свои названия.
- Вираж — плавный поворот с внутренним наклоном полотна.
- Шпилька — крутой поворот на 135 и более градусов.
- Шикана — пара «острых» поворотов влево-вправо, расположенных настолько близко, что «медленная» точка у этой связки всего одна (то есть, одно торможение и один разгон).
- Эска — пара поворотов влево-вправо с раздельными «медленными» точками (два торможения и два разгона).
- Многоапексный поворот — несколько поворотов в одну сторону, объединённых в связку (как Rivazza в Имоле).

Поворотам часто даются собственные имена. Источники имён такие.
- По типу или форме поворота: Hairpin, Curva Parabolica.
- По местным достопримечательностям или направлениям шоссе: Casino, Eau Rouge.
- В честь гонщиков: S do Senna.
- В честь трассы, с которой скопировали поворот: Estoril.

На внешней стороне поворотов располагаются ловушки — на разных трассах асфальтовые, песчаные или гравийные. Для смягчения ударов у стен ставят конструкции из автомобильных покрышек (обычных дорожных, гоночные шины недопустимы). После того, как покрышка приняла на себя столкновение, её заменяют. Крайне редко ловушки двусторонние, и гонки проводятся только в одном направлении трассы, в кольцевых гонках традиционно (но не обязательно) по часовой стрелке.

### Службы автодрома
Главный судья располагается на судейской вышке, с которой видна большая часть трассы. Ему подчинены судьи на обочине (маршалы), расположенные на маршальских постах. Маршалы дают команды флагами, ведут работы на полотне (убирают обломки, откатывают машину в безопасное место, тушат небольшие пожары), в случае аварии принимают решение закрыть часть трассы для обгонов (жёлтый флаг).
Под асфальтом прокладывают провода системы хронометража: как только автомобиль с передатчиком пересекает провод, автоматически делается отсечка времени.
На трассе работает много вспомогательных служб, обеспечивающих безопасность гонки: эвакуатор, передвижной медпункт, служба извлечения, автомобиль скорой помощи. В гонках высокого уровня на трассе дежурит вертолёт: если кто-то серьёзно пострадает, уже через несколько минут он окажется в руках врачей со всем необходимым оборудованием.
В зависимости от правил гонок, в паддоке или на пит-лейне может быть развёрнут пункт осмотра машин, закрытый парк.

### Публика и пресса
Обычная для крупных спортивных сооружений инфраструктура — трибуны, автостоянка, подъездные дороги, пресс-центр.

## Автоматизированный автодром
Автоматизированный автодром — комплекс программно-аппаратных средств и сооружений, предназначенный для обучения вождению транспортных средств и автоматизированного проведения практической части экзамена при получении права на управление транспортными средствами. Автоматизация помогает исключить влияние человеческого фактора: некорректность постановки задач, невнимательность, пристрастие, халатность экзаменатора.